# واندا ویوکومیرسکا
واندا ویوکومیرسکا (لهستانی: Wanda Wiłkomirska؛ ۱۱ ژانویه ۱۹۲۹ – ۱ مهٔ ۲۰۱۸ ) نوازندهٔ ویولن، موسیقی‌دان، آهنگساز و مربی موسیقی اهل لهستان بود.
از فیلم‌هایی که وی در آن‌ها نقش داشته‌است، می‌توان به یوویتا اشاره نمود.
وی همچنین برندهٔ جوایزی همچون نشان افتخار تولد لهستان شده‌است.